# This Is Such a Pity
"This Is Such a Pity" és el quart senzill de l'àlbum Make Believe del grup estatunidenc de rock alternatiu Weezer. Llançat el 2006, fou la primera ocasió que Weezer publicava un quart senzill d'un disc.
Un estudiant anomenat Rafael Sans va realitzar un videoclip en forma de mash up amb material fotogràfic de la pel·lícula Breakin' (1984), i el va pujar a YouTube poc després d'anunciar-se que la cançó seria llançada com a quart senzill de l'àlbum. El videoclip va esdevenir un fenomen a internet i la cançó va aconseguir cert èxit. Poc després fou exclòs del portal perquè el material utilitzat no disposava dels drets necessaris per a la seva reproducció.

## Llista de cançons
Promo Single (només ràdio)
1. "This is Such a Pity" - 3:27